# Piotr Perkowski
Piotr Perkowski, né le 17 mars 1901 à Oweczacze (Овечаче, Ovechache, maintenant Druzhne), aujourd’hui dans l’oblast de Vinnytsia, Ukraine et mort le 12 août 1990 à Otwock, est un compositeur polonais.

## Biographie
Perkowski a étudié à l'Académie de musique de Varsovie et à Paris avec Albert Roussel. Il a été professeur et directeur au Conservatoire de Toruń (1936-1939). Pendant la Seconde Guerre mondiale en Pologne occupée, il a pris part au mouvement de la musique underground et a combattu dans l'Insurrection de Varsovie. Après 1945, il est professeur de composition à Varsovie et à Wrocław. Parmi ses élèves se trouvait Piotr Moss.
Perkowski a composé de la musique de film (Żołnierz zwycięstwa, 1953), un opéra radiophonique (Girlandy, 1961), cinq ballets, une cantate, deux concertos pour violon et plusieurs chansons.

Il est inhumé au cimetière militaire de Powązki à Varsovie.